# Ишкашим (Таджикистан)
Ишкашим (тадж. Ишкошим) — село, районный центр Ишкашимского района Горно-Бадахшанской автономной области Республики Таджикистан. Расположено в юго-восточной части страны, на берегу реки Пяндж, на границе с Афганистаном, в 104 км к югу от города Хорог.
Население по данным переписи населения 2010 года составляет 2900 человек.
На афганской стороне, на другом берегу реки, расположен город, также называемый Ишкашим. В 3 километрах к северу от села имеется мост через Пяндж, соединяющий два одноимённых населённых пункта. В 2006 году мост был заново перестроен, максимальная грузоподъёмность была увеличена с 10 до 30 тонн.